# Elaphrodes duplex
Elaphrodes duplex är en fjärilsart som beskrevs av M.Gaede 1928. Elaphrodes duplex ingår i släktet Elaphrodes och familjen tandspinnare. Inga underarter finns listade i Catalogue of Life.